# Huovinsaari (ö i Egentliga Tavastland)
Huovinsaari är en ö i Finland. Den ligger i sjön Nerosjärvi och i kommunen Tavastehus i den ekonomiska regionen  Tavastehus ekonomiska region  och landskapet Egentliga Tavastland, i den södra delen av landet, 120 km norr om huvudstaden Helsingfors. Öns area är 0,5 hektar och dess största längd är 200 meter i nord-sydlig riktning.